# Argiope magnifica
Argiope magnifica es una especie de araña araneomorfa género Argiope, familia Araneidae. Fue descrita científicamente por L. Koch en 1871.
Habita en Australia (Queensland) hasta las Islas Salomón. Esta especie es similar en tamaño a Argiope keyserlingi; las hembras se pueden distinguir de las de A. keyserlingi a través de amplias diferencias en la coloración y los patrones abdominales. Los machos de estas dos especies son casi indistinguibles.
Poco se sabe sobre la biología de Argiope magnifica. Sin embargo, como la mayoría de las arañas de tela orbe, los machos son mucho más pequeños que las hembras. Las hembras de esta especie construyen decoraciones de telaraña.